# جان غيربيش
جان غيربيش (بالبولندية: Jan Gerbich)‏ (13 ديسمبر 1900 – 30 أغسطس 1994) هو ملاكم بولندي راحل، مثّل بلاده في الألعاب الأولمبية الصيفية 1924.

## روابط خارجية
جان غيربيش على موقع أوليمبيديا (الإنجليزية)
- جان غيربيش على موقع اللجنة الأولمبية البولندية (مؤرشف) (البولندية)